# Microcos latifolia
Microcos latifolia är en malvaväxtart som beskrevs av Karl Ewald Maximilian Burret. Microcos latifolia ingår i släktet Microcos och familjen malvaväxter. Inga underarter finns listade i Catalogue of Life.